# Allographe
 (avril 2018).
Si vous disposez d'ouvrages ou d'articles de référence ou si vous connaissez des sites web de qualité traitant du thème abordé ici, merci de compléter l'article en donnant les références utiles à sa vérifiabilité et en les liant à la section « Notes et références ».
Le nom masculin allographe, du grec αλλος (allos), autre, et γϱαφος (graphos), écriture, possède trois sens :
1. signature imitée par autrui, au contraire de l'autographe ;
2. suite de lettres (parfois aussi de chiffres) qui, prononcées les unes après les autres, produisent le son d'une phrase ayant un sens ;
3. chacune des variantes d’un glyphe ; ainsi, le « A » italique est un allographe du « A », de même que ses formes cursive, scripte, ou de toute autre police de caractères.

## Exemples de suites de lettres à prononcer littéralement

### Allographes d'artistes
- L.H.O.O.Q. (« elle a chaud au cul »), légende placée par Marcel Duchamp sous une reproduction de la Joconde ;
- L’NMIACCd’HTCK72KPDP (« l'ennemi a cessé d'acheter ses cassettes de cape et d'épée »), chanson de MC Solaar sur l'album Prose combat (allographe très approximatif) ;
- LNNÉOPY LIAMÉ LIAÉTMÉ LIARIT LIAVQ LIÈDCD ACAG ACKC (« Hélène est née au pays grec, elle y a aimé, elle y a été aimée, elle y a hérité, elle y a vécu, elle y est décédée assez âgée, assez cassée »), Chevalier de Boufflers[Où ?] ;
- LNAHO OLHOLNA LAOTCO LCABC GCD (« Helena a chaud, oh elle a chaud Helena, elle a ôté ses hauts, elle s'est abaissée, j'ai cédé »), paroles de la chanson LNA HO de Michel Polnareff, parue pour la première fois sur l'album Kâmâ Sutrâ sorti en 1990 ;
- RXRA (« Éric Serra »), album d'Éric Serra ;
- IR DD A HT D QIR A BB É BB A KC C QIR É PP A ÉT NRV DD CKC É PP RST (« Hier Dédé a acheté des cuillères à bébé, et bébé a cassé ces cuillères, et pépé a été énervé. Dédé s'est cassé et pépé est resté »), Philippe Geluck[Où ?] ;
- RG (« Hergé ») : le créateur de Tintin a choisi pour pseudonyme les initiales inversées de son nom, Georges Rémi ;
- Le KKO LSK ÈSKi (« Le cacao Elesca est exquis »), Sacha Guitry[1] (approximatif) ;
- GACOBIAL (« j'ai assez obéi à elle »), Mozart[2] ;
- LAPT (« elle a pété »), chanson de Mister V ;
- GLLOQ (« J'ai deux ailes au cul ») où « glloq » est quasi-homophone de « glauque », dans la chanson J'veux du cuir d'Alain Souchon, sortie en 1986.

### Allographe en chiffres
- 444719 : numéro de téléphone de la poule (« "Catcatcat", c'est un œuf ») ;
- 20 100 (« Vincent »).

### Autres
- NRJ (« énergie ») ;
- K7 (« cassette »).